# Louise de Broglie, Nữ Bá tước của Haussonville
Louise de Broglie, Nữ Bá tước xứ Haussonville (25 tháng 5 năm 1818–21 tháng 4 năm 1882) là một tiểu thuyết gia và nhà viết tiểu sử người Pháp. Bà là thành viên của Gia tộc Broglie, một gia tộc nổi tiếng ở Pháp. Là cháu gái của tiểu thuyết gia Germaine de Staël, Louise thừa hưởng tính cánh độc lập, tự do và bộc trực. Bức chân dung năm 1845 của bà do Jean-Auguste-Dominique Ingres phác thảo mất ba năm để hoàn thành và được trưng bày trong Bộ sưu tập Frick ở thành phố New York từ những năm 1930.

## Thời niên thiếu và gia đình
Theo thông lệ trong gia đình quý tộc của cha, khi sinh ra, Louise mang tên Louise Albertine, Quận chúa de Broglie. Bà là con gái của chính khách, nhà ngoại giao Victor de Broglie, Công tước thứ ba của Broglie và Albertine, Nữ Nam tước Staël von Holstein. Louise là đứa con lớn nhất trong ba đứa trẻ của gia đình sống sót đến tuổi trưởng thành. Anh trai của bà, Albert sẽ kế thừa tước hiệu gia tộc và đạt được danh tiếng chính trị và văn học, trong khi người em út Auguste, Abbé de Broglie tương lai, sẽ theo đuổi sự nghiệp giáo hội. Ngoài ra, Louise còn là cháu gái của sử gia, tiểu thuyết gia nổi tiếng Germaine de Staël, còn được gọi là Madame de Staël. Bà qua đời một năm trước khi đứa cháu sinh ra. Louise chào đời tại Château de Coppet, quê hương của bà ngoại tại Thụy Sĩ, một nơi cư trú nổi tiếng qua các tác phẩm cùng tiếng tăm văn hóa của de Staël. Theo lẽ thường, Louise chính thức thừa kế nơi này vào năm 1878 và được chôn cất tại đây sau khi mất. Mặc dù khu vực đã được mở cửa cho công chúng kể từ năm 1924–1925, nó vẫn thuộc sở hữu của con cháu Nữ Bá tước.

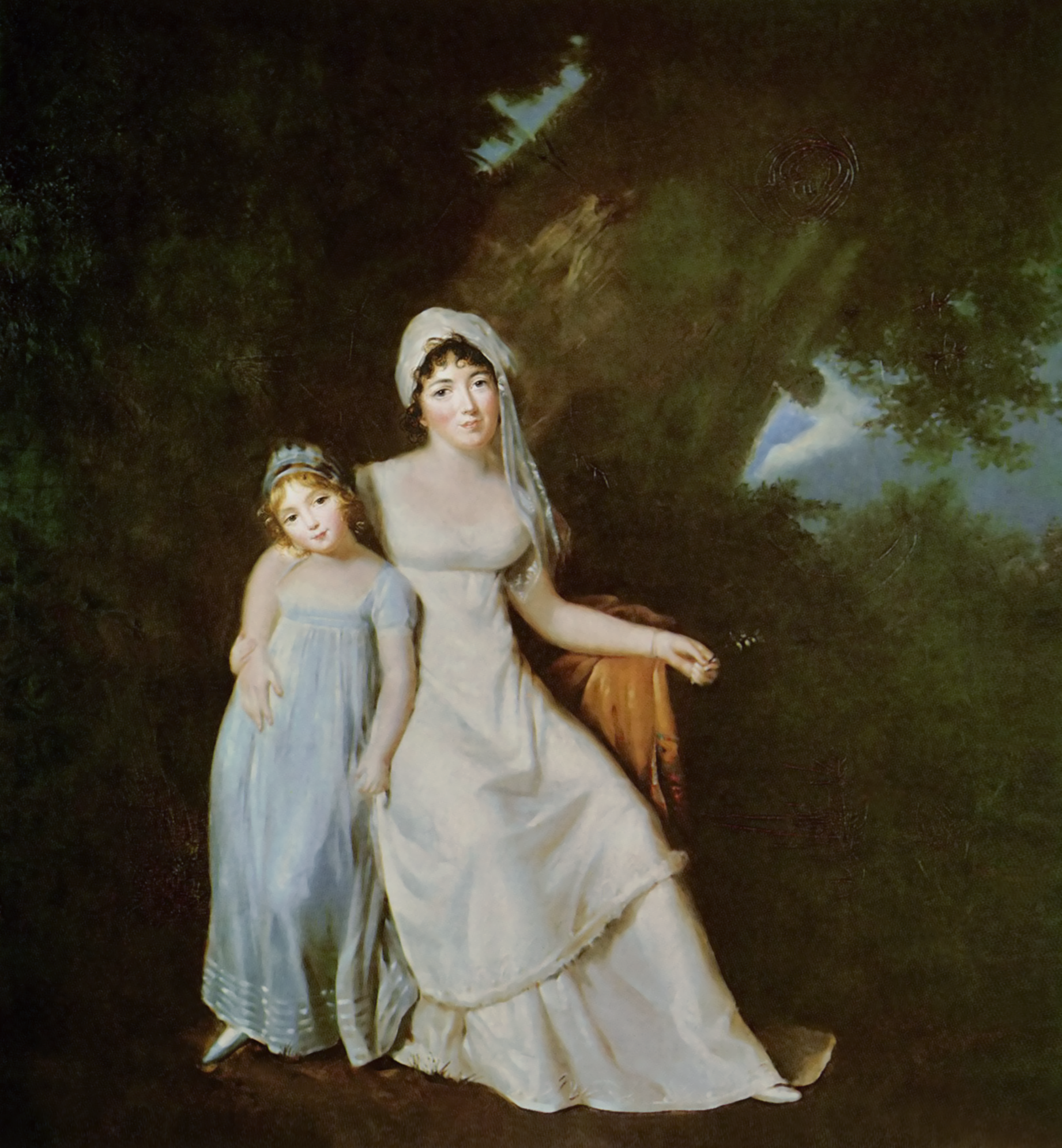
Marguerite Gérard, Mme de Staël et sa fille, c. 1805 (Bộ sưu tập Château de Coppet). Mẹ và bà ngoaị của Louise de Broglie, được vẽ 13 năm trước khi bà sinh ra

Germaine de Staël, bà ngoại 1924–1925 là con gái của chủ ngân hàng và chính trị gia người Thụy Sĩ Jacques Necker, người từng là tổng giám đốc tài chính của Louis XVI, và vợ Suzanne Curchod, con gái nghèo nhưng được giáo dục tốt của một mục sư người Thụy Sĩ (Curchod trước đây đính hôn với nhà sử học Edward Gibbon). Bà ngoại của Louise được cho là Erik Magnus Staël von Holstein, Đại sứ Thụy Điển tại Pháp, nhưng vì de Staël cũng duy trì mối quan hệ lãng mạn lâu dài và sự hợp tác trí tuệ với nhà hoạt động chính trị tự do và nhà văn Benjamin Constant, người tin rằng ông là cha của Albertine (mẹ của Louise), có thể Constant là ông nội của bà.
Trong một cuốn tự truyện chưa xuất bản, Louise kể lại nền giáo dục gia giáo mà bà nhận được lúc còn nhỏ. Bà nhiệt tình với văn học và âm nhạc, đặc biệt là opera. Ingres sau này đã thêm tấm kính opera vào bức chân dung của bà. Louise luôn đọc mọi cuốn sách mới. Năm 11 tuổi, bà tham dự đêm khai mạc vở kịch "Hernani" của Victor Hugo, nổi tiếng với những cuộc biểu tình mà nó gây ra. Ngoài ra, với tư cách một nghệ sĩ piano trẻ, Louise cũng biết đến Chopin. Bà cũng được coi là một nghệ sĩ vẽ màu nước tài năng, có khả năng vẽ nên những cảnh đầy kịch tính, thuyết phục. Với bản thân, bà luôn ghi nhớ những lời chỉ trích và lưu giữ chúng trong tim, như lời mẹ bà thời thơ ấu đã ví bà giống như "một chiếc bình xinh xắn không có tay cầm"; một nhà phê bình khác nói với bà (lúc chín tuổi) rằng nhân vật của bà "không đủ sự chăm sóc kĩ càng để có thể chống cự lại một con chó", và so sánh bà với "một con chuột đồng, một con nai sừng tấm, một nàng tiên xanh và một tia lửa". Cũng theo người này, biểu tượng huy hiệu mà Louise nên mang phải là một con ngựa chạy trốn.
Vào tháng 10 năm 1836 ở tuổi 18, bà kết hôn với thành viên Hạ viện Pháp, nhà sử học tương lai Joseph d'Haussonville (1809–1884). Louise viết: "Tôi đã được định sẵn để làm thú vui tiêu khiển, thu hút, quyến rũ và trong sự tính toán cuối cùng để gây ra đau khổ cho tất cả những người kiếm tìm hạnh phúc nơi tôi". Bà thừa nhận: "Tôi muốn kết hôn với người trẻ và có một vị trí tuyệt vời trong xã hội. Và đó, về cơ bản, là lý do duy nhất tôi muốn cưới anh ấy". Sau khi kết hôn, Louise trở thành Louise de Cléron, Nữ Tử tước của Haussonville (sau này bà trở thành Louise de Cléron, Nữ bá tước của Haussonville sau cái chết của cha chồng vào năm 1846). Bất chấp vấn đề tình cảm, cuộc hôn nhân dường như vẫn hạnh phúc. Cặp vợ chồng sống ở Hôtel de Broglie, 35 rue Saint-Dominique, một nơi do kiến trúc sư thời trang và nhà thiết kế nội thất Hippolyte Destailleur tạo nên. Họ có ba người con: Victor-Bernard (1837-1838), qua đời trong bụng mẹ, Mathilde (1839-1898), người không bao giờ lập gia đình, và Gabriel Paul Othenin Bernard, được gọi là Paul-Gabriel của Haussonville (1843-1924), một chính trị gia và nhà tiểu luận nổi tiếng. Nhờ Paul, bà có nhiều hậu duệ.
Louise là người duy nhất trong lịch sử là con gái, chị gái, vợ và mẹ của bốn thành viên Viện hàn lâm Pháp: đó là cha của bà, Victor; em trai Albert; chồng Joseph và con trai Paul-Gabriel. Tuy nhiên, những người này không đồng thời ngồi vào ghế Học viện cùng lúc. Paul-Gabriel được bầu vào vị trí này năm 1888, sáu năm sau cái chết của mẹ mình. Louise còn là bà cô của Louis de Broglie, người giành giải thưởng Nobel Vật lý năm 1929 nhờ công trình cơ bản về lý thuyết lượng tử, đồng thời là bà cố của nhà triết học Béatrix'Andlau (1893–1989) và người anh trai Jean Le Marois (1895–1978), nhà thơ và nhà viết kịch. Cả hai người họ đều là thành viên của gia tộc Andlau.

## Sự nghiệp văn chương
Louise được xem là một nhà văn có tính cách là độc lập, tự do và bộc trực, cả theo tiêu chuẩn thời đại lẫn tiêu chuẩn đặc thù xã hội mà bà nắm giữ. Bà đã xuất bản một cuốn tiểu sử mở rộng vào năm 1858 về người theo chủ nghĩa dân tộc Ailen Robert Emmet, tiểu sử của Marie Adélaïde của Savoy năm 1861 (Souvenirs d'une demoiselle d'honneur de Mme la duchesse de Bourgogne) và tiểu sử của Marguerite của Pháp (Marguerite de France, reine de Navarre) xuất bản năm 1870. Đến năm 1872 và 1874, bà lần lượt xuất bản hai tập tiểu sử của Lord Byron (La Jeunesse de Lord Byron và Les Dernières Années de Lord Byron: Les rives du Lac de Genève, l'Italie, la Grece), phần lớn nội dung bắt nguồn từ những quan sát và tương tác của bà ngoại Madame de Staël với ông. Năm 1875, bà xuất bản cuốn tiểu sử phê bình các tác phẩm của Charles Augustin Sainte-Beuve (C.-A. Sainte-Beuve: sa vie et Ses oeuvres).

## Chân dung do Ingres phác họa

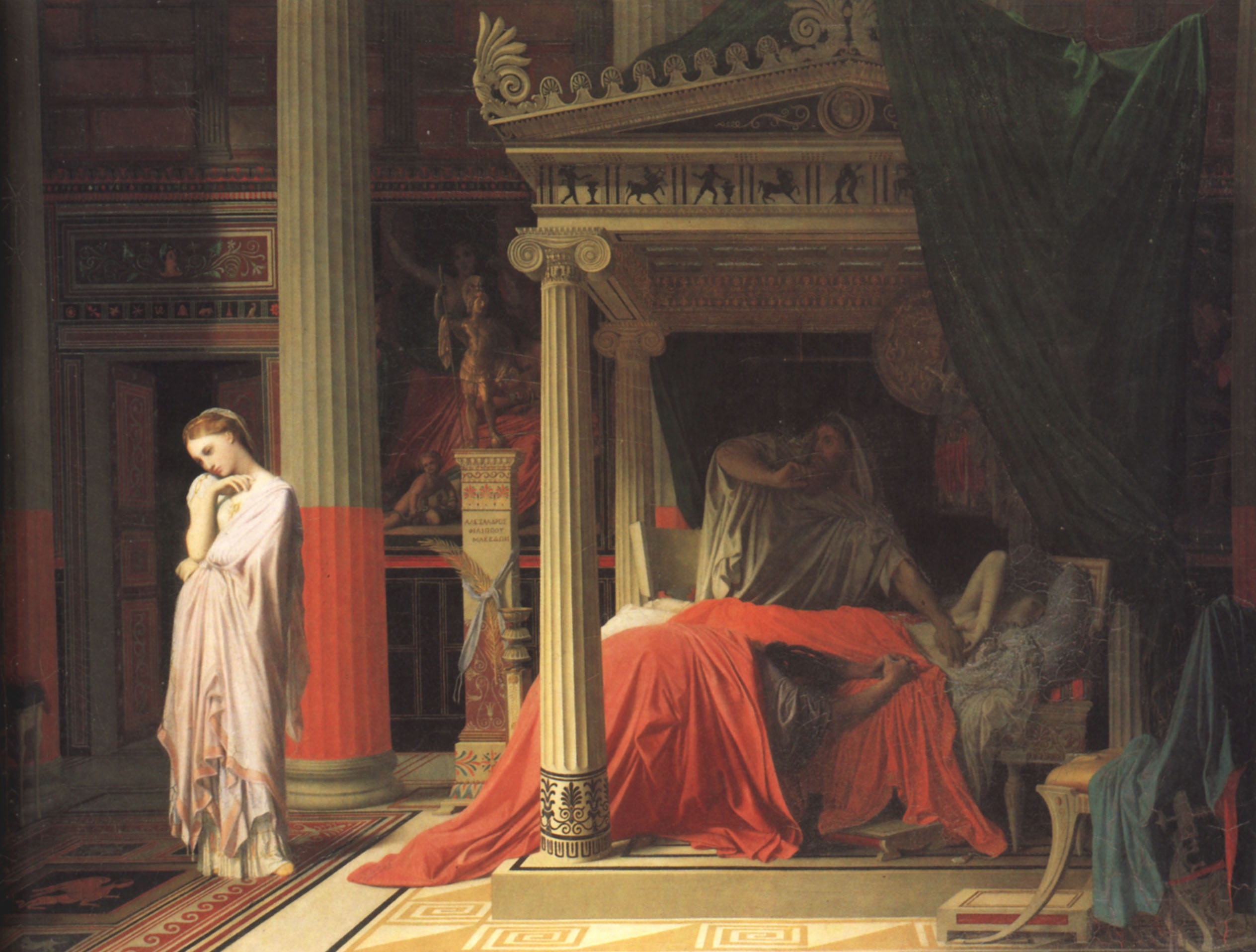
Ingres, Antiochus và Stratonice, 1840

Năm 1838, hai năm sau khi kết hôn, Tử tước của Haussonville đã nhờ Franz Xaver Winterhalter vẽ chân dung của vợ mình, nhưng Winterhalter không sẵn lòng. Haussonville bèn liên hệ Jean-Auguste-Dominique Ingres. Hai vợ chồng lần đầu gặp Ingres ở Rome vào năm 1840, khi ông đang cai quản Học viện Pháp tại Rome và sống tại Villa Medici. Hai người đặt niềm tin vào vị họa sĩ sau khi xem bức tranh Antiochus và Stratonice mới hoàn thành của ông.

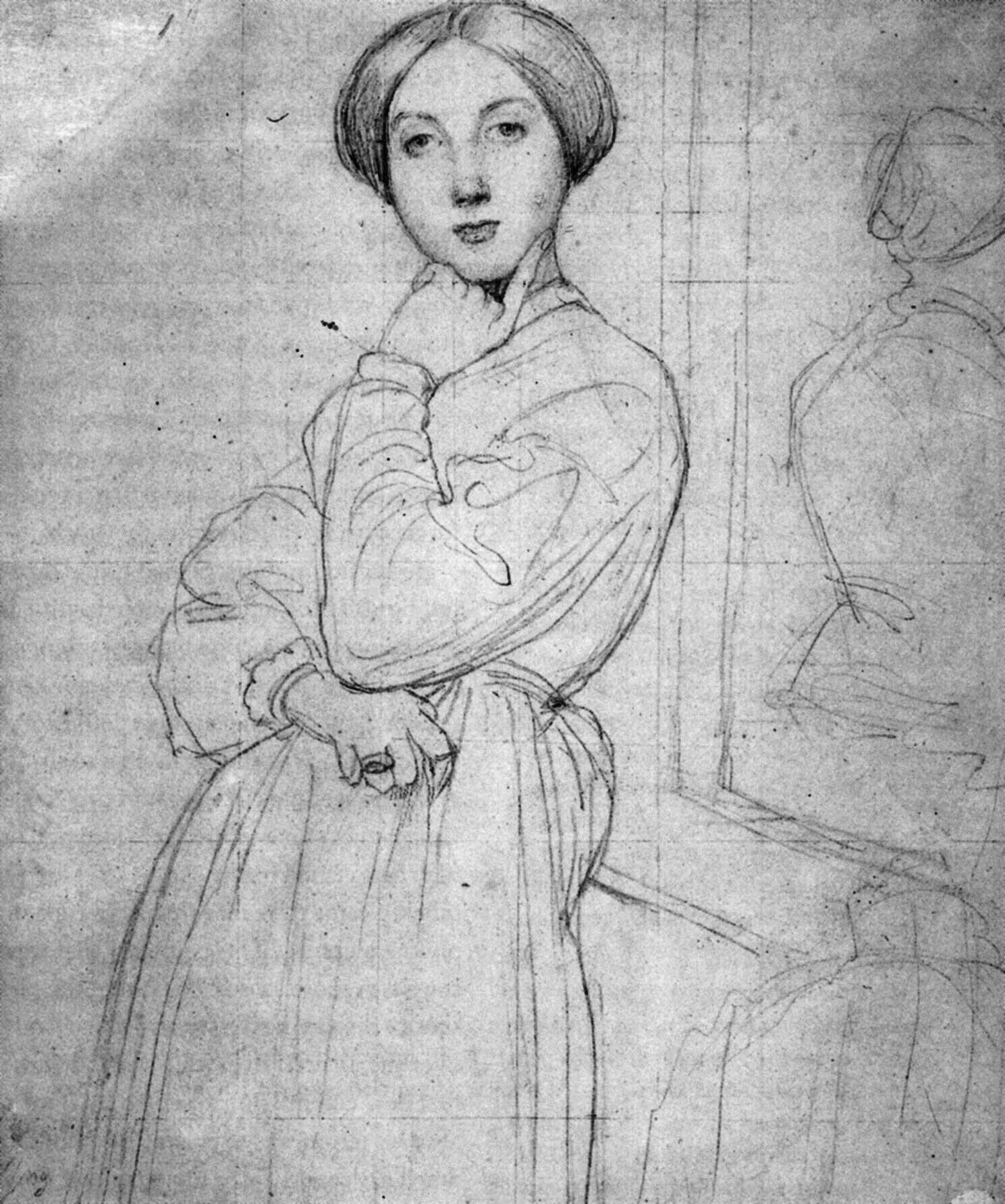
Một bức chân dung của Ingres năm 1844

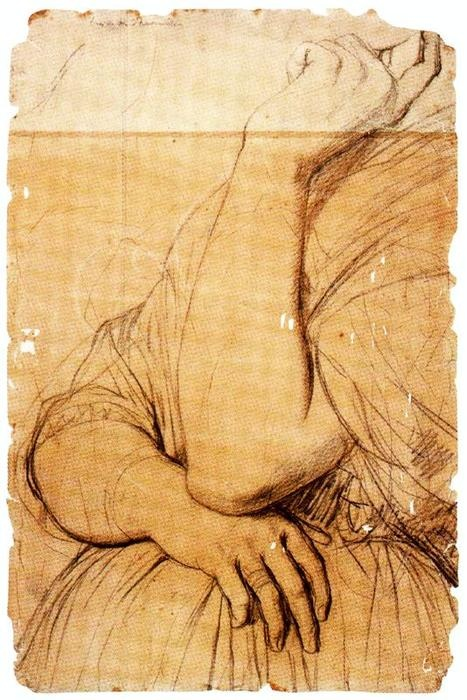
Cũng một bức chân dung khác của Ingres năm 1844

Cùng thời điểm này, Ingres, khi đó 60 tuổi tin tưởng rằng danh tiếng của mình sẽ được bảo đảm thông qua các cam kết với những người thuộc tầng lớp cao hơn. Ông bày tỏ với người bạn của mình rằng bản thân mất can đảm vào những bức chân dung "mọi người đều muốn". Ingres tiết lộ: "Có sáu điều mà tôi đang từ chối hoặc cố gắng tránh vì tôi không thể chịu đựng được. Chà, không phải là vẽ chân dung mà tôi trở về Paris". Mặc dù không biết liệu chân dung của Louise có nằm trong số những khoản hoa hồng mà Ingres muốn tránh hay không, nhưng bản phác thảo sơ bộ chỉ ra rằng vào mùa hè năm 1842, ông đã quyết tâm nhận nhiệm vụ. Từ quan điểm của cả họa sĩ và người làm mẫu, quá trình này không dễ dàng. Đây là thời gian mà Louise dành nhiều tháng ở nước ngoài, và việc ngồi làm mẫu bị gián đoạn do bà mang thai. Ít nhất 16 bản phác thảo đã được ông chuẩn bị cùng một bức chân dung sơn dầu thử nghiệm ban đầu, qua hàng tá nghiên cứu về hội họa, với khoảng 60 tác phẩm còn tồn tại để hoàn thành tác phẩm. Ingres sửa đổi đáng kể trang phục của Louise và tinh chỉnh biểu cảm khuôn mặt của bà, bằng chứng là nhiều ghi chú được viết trên ít nhất một bản nháp: "làm lõm lỗ mũi", "vẽ cằm sắc nét hơn", "nhãn cầu nhỏ hơn", "làm hẹp mũi hơn". Ông từng nói với cậu học trò Amaury Duval rằng không có thứ chân dung nào khó vẽ như chân dung của phụ nữ. Nó đặt ra một thách thức đặc biệt, đến nỗi "không thể thực hiện được". Theo Ingres, "nó đủ khiến một người phải khóc". Ông đã dành sáu tháng liên tục đầu năm 1845 để làm việc mãnh liệt với bức chân dung và trình làng tác phẩm mùa hè năm đó.

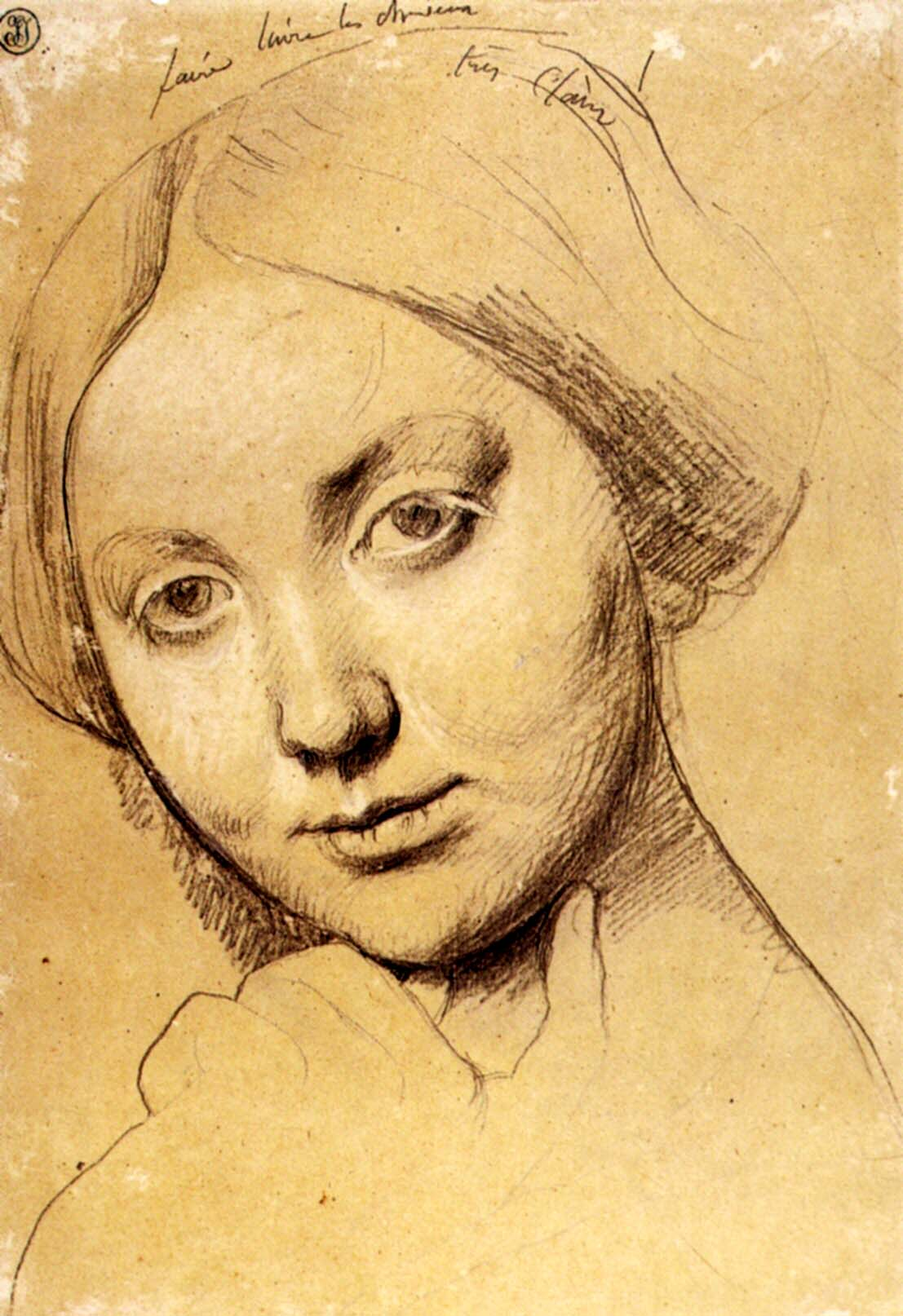
Một bản nháp của Ingres, khoảng năm 1844

Nhà sử học nghệ thuật (người quản lý danh dự của bảo tàng Frick) Edgar Munhall đã gợi ý rằng cả "Antiochus và Stratonice" cũng như bức chân dung Louise do Ingres vẽ đều truyền cảm hứng cho tư thế của Pudicitia, bức tượng của một nữ thần La Mã được trưng bày trong bộ sưu tập của Vatican. Trong cuốn sách về Ingres, Robert Rosenblum đã kết nối tư thế trong bức vẽ với Polyhymnia, nàng thơ của thơ ca, thánh ca và tài hùng biện, như được miêu tả đặc biệt trong bản sao tại La Mã của bản gốc tại Hy Lạp. Bất kể cảm hứng cụ thể là gì, bức chân dung Louise của Ingres mô tả một người phụ nữ vừa khiêm tốn vừa trần tục, ánh mắt người phụ nữ nhìn chằm chằm vào người xem dường như làm chính bản thân Louise ngạc nhiên, sau khi trở về từ nhà hát opera và tình cờ gỡ bỏ tấm vải bọc che bức tranh.
 Nhiều nhà phê bình đã lưu ý đến sự bất khả thi về mặt kết cấu của tư thế Louise, cánh tay phải của bà dường như bắt nguồn từ vai trái. Cũng không thể thấy bàn tay giơ lên của Louise trong tấm gương phản chiếu, mặc dù Ingres đã cố mô tả nó. Mặc dù nhiều khán giả cho rằng chân dung của Louise phản ánh trung thực phong cách thời trang đương đại, nhưng nhiều nghiên cứu gần đây đã chứng minh rằng chiếc váy của Louise bị lỗi mốt trước cả khi Ingres bắt đầu vẽ bức tranh, như để nhấn mạnh rằng trí thông minh và sự mối liên quan không chính thức của Louise đã che giấu sự trung thành của bà với xu hướng thời trang.
Bức tranh vẫn thuộc sở hữu riêng của gia tộc bà trong tám mươi năm, mặc dù có một dịp nó đã được trưng bày công khai. Tại triển lãm Paris đầu tiên vào năm 1846, viết cho một người bạn, Ingres cho rằng mình đã tạo ra "một cơn bão tán thành giữa gia đình và bạn bè của bà", dựa theo lời chính trị gia nổi tiếng từng viết cho Louise, với lời ngợi khen: "M Ingres phải yêu cô lắm mới có thể vẽ cô theo cách này". Bức chân dung sau đó được trưng bày lần lượt vào các năm 1855, 1867, 1874 và 1910. Nó cũng được khắc lại hai lần vào năm 1889 và 1910 đồng thời lưu hành ở dạng ảnh kĩ thuật số.
Sau khi qua đời năm 1924, hậu duệ của Paul-Gabriel của đã bán bức tranh để bù đắp phần tiền thuế. Bức tranh được bán cho đại lý nghệ thuật Georges Wildenstein rồi sau đó được mua lại với giá 125.000 đô la và đưa vào Bộ sưu tập Frick năm 1927. Bức tranh gần như liên tục được trưng bày ở thành phố New York kể từ khi khai trương gia cư của Henry Clay Frick với hình thức một bảo tàng vào năm 1935. Không giống như các tác phẩm được Frick mua trực tiếp trước khi qua đời vào năm 1919, Comtesse d'Haussonville có thể được cho mượn và trưng bày ở nơi khác và có mặt ở California lần đầu tiên vào năm 2009, nơi đặt trung tâm triển lãm của Bảo tàng Norton Simon. Bức tranh sau đó quay trở lại châu Âu vào đầu năm 2015 và nằm lại tại Mauritshuis, The Hague đến ngày nay.